# Nickelodeon (televisiezender)
Nickelodeon is een Amerikaans televisiedistributeur en tevens televisienetwerk dat zich voornamelijk heeft toegelegd op het produceren en uitzenden van kinderprogramma's. Het bedrijf is in het bezit van het mediaconglomeraat Paramount Global en beschikt over een wereldwijd netwerk van televisiezenders die dezelfde naam hebben en dezelfde programma's uitzenden. De programma's van Nickelodeon kenmerken zich voornamelijk door geweldloosheid, iets waar Nickelodeon zich in de kern ook mee wenst te onderscheiden van andere kinderzenders. De zender werd opgericht in 1977 onder de naam Pinwheel. Deze naam werd gebruikt tot 1979. Het kanaal is in veel verschillende landen te zien, waaronder Engeland en Duitsland. Daarnaast is Nickelodeon opgedeeld in verschillende blokken, waaronder Nick at Nite, Nick Jr., Hollywood Hang en Nick Play Date. Het algemene kanaal richt zich op kinderen van 7 tot 14 jaar. Nick at Nite is bedoeld voor de jeugd en volwassenen en Nick Play Date richt zich op peuters en kleuters van 2 tot 6 jaar. Hollywood Hang heeft tieners van 10 tot 17 jaar als doelgroep. Sinds 2006 wordt Nickelodeon beheerd door de eigenaar van de Paramount Global Kids & Family Group, Cyma Zarghami. Nick Jr. is er speciaal voor de allerkleinsten. Nickelodeon maakte ook The Loud House.

## Geschiedenis
Nickelodeon ging van start op 1 december 1977 als Pinwheel in Columbus, naast het QUBE-kabelsysteem (heden Time Warner Cable). Tijdens de uitzending werden er series als Pinwheel, Video Comic Book, America Goes Bananaz, Nickel Flicks en By the Way getoond.
Op 1 april 1979 werd het kanaal nationaal uitgegeven, toen ze een zusterkanaal kregen in Buffalo (New York). Nickelodeon presenteerde zichzelf als Nickelodeon, het eerste kanaal voor kinderen. De uitzending van Nickelodeon stopte om 21.00 uur EST, en de zender droeg haar kanaal over aan de Alpha Repertory Television Service en later aan A&E Network.
Nickelodeon werd vanaf 1982 al snel bekend, voornamelijk door programma's als Livewire, Standby: Lights, Camera, Action, The Third Eye, Mr. Wizard's World en You Can't Do That on Television. In het laatste programma werd een groen slijm uitgevonden dat zo succesvol was dat het steeds vaker werd gebruikt.
In 1983 werd Geraldine Laybourne, in 1980 begonnen bij het productieteam van Nickelodeon, presidente van het bedrijf.
In december 1984 werd het originele Nickelodeonlogo vervangen door het oranje 'Splat'-logo, dat in vele vormen bekend is. In juli 2009 werd een nieuw logo bekend dat het 'Splat'-logo vervangt; deze vernieuwing kwam er ter gelegenheid van de 30ste verjaardag van Nickelodeon. De stijl van dit logo wordt ook gebruikt op de zusterkanalen (Nick Jr., dat Noggin vervangt, en Nicktoons). Het logo werd gebruikt sinds 28 september 2009, de dag dat de hierboven vernoemde zusterkanalen hun nieuwe naam (en logo) kregen. Sinds 31 maart 2010 is het logo te zien in Nederland. Eerder die maand was het logo ook in Engeland geïntroduceerd. In 2023 werd ook dit logo vervangen.
Nickelodeon reikt elk jaar de Nickelodeon Kids' Choice Awards uit.

## Programmering

### Nick Jr.
Nick Jr. was een programmablok op Nickelodeon dat werd opgeheven omdat de peuterzender Noggin de naam Nick Jr. kreeg.

### TEENick
TEENick was een programmablok, dat werd gelanceerd in 2001. Het blok werd uitgezonden op zaterdagavond en bevatte voornamelijk sitcoms als iCarly, Big Time Rush, Drake & Josh en True Jackson, VP. TEENick werd gepresenteerd door Nick Cannon, en later door Jason Everhart. Het blok werd opgeheven in 2009 omdat de tienerzender The N de naam TeenNick kreeg. Dit blok werd in Nederland geïntroduceerd op 14 februari 2011, maar stopte op 1 oktober 2015 omdat Nickelodeon het kanaal deelde met Spike.

### Nick at Nite
Nick at Nite was een avondblok van Nickelodeon, van zondag tot dinsdag van 21.00 uur tot 06.00 uur en van vrijdag en zaterdag van 22.00 uur tot 06.00 uur. Nick at Nite richt zich vooral op de oudere tv-series, voor volwassenen, zoals de The Cosby Show, Full House, Home Improvement, The Fresh Prince of Bel-Air, Roseanne en Family Matters.
In 1996 werd het kanaal TV Land opgezet door Nick at Nite, dat sitcoms uitzendt die gemaakt zijn in de periode tussen 1951 en 2001.

### The Splat
The Splat is een nachtblok op het kanaal van Nickelodeon dat iedere dag vanaf 00.00 series en cartoons uit de jaren 90 uitzendt, zoals The Ren & Stimpy Show, Hey Arnold!, Kenan & Kel, Ratjetoe en Rocko's Modern Life.

### NickMom
NickMom is een kanaal voor moeders.

### Nick HD
Nickelodeon is begonnen met het uitzenden van televisieprogramma's in High Definition (HD). Nick HD is momenteel te ontvangen via DIRECTV, Cablevision, Bright House Networks, Comcast en Cox.

### Nick 2
Nick 2 is een digitale televisiezender die kan worden ontvangen door digitale kijkers of satellietkijkers.

### Nicktoons
Nicktoons, vroeger bekend als Nicktoons Network en Nicktoons TV is een digitaal kabelnetwerk en satellietnetwerk dat in principe alle cartoons uitzendt die ooit voor Nickelodeon zijn gemaakt. Het kanaal bestaat sinds 1991. Het kanaal is ook te zien in de volgende landen: Canada, Engeland, Frankrijk, Rusland, Polen, Japan en Nederland.

### Nick Jr.
Nick Jr. is sinds 28 september 2009 de peuterzender van Nickelodeon. Het is de opvolger van Noggin.

### TV Land
TV Land is een televisiezender, gebaseerd op Nick At Nite. De zender zendt sitcoms uit die gemaakt zijn in de periode tussen 1951 en 2001.

## Opgeheven kanalen

### Nickelodeon Games & Sports
Nickelodeon Games and Sports for Kids (in de volksmond Nickelodeon GAS, Nick GAS of GAS), is een satellietnetwerk, gestart op 1 maart 1999, als een onderdeel van MTV Networks'. Olympisch zwemmer en presentator Summer Sanders is hoofd van het netwerk. Dave Aizer, Mati Moralejo en Vivianne Collins waren de originele presentators. Het netwerk is nu een onderdeel van Dish Network.
Nick GAS verliet het digitale kabelnetwerk op 31 december 2007. Op deze dag nam The N de positie van Nick GAS over.

### The N
The N is een televisiezender in de Verenigde Staten, gericht op tieners en jongvolwassenen. Voordat de zender de positie van GAS overnam (zie hierboven), deelde The N zijn kanaal met Noggin, maar op 31 december 2007 kreeg The N zijn eigen zender. Op 28 september 2009 is de naam van deze zender veranderd in TeenNick.

### Noggin
Noggin is een televisiezender in de Verenigde Staten, gericht op kinderen en kleuters. Noggin deelde eerst een zender met The N, maar kreeg na 31 december 2007 een eigen volledig kanaal. Op 28 september 2009 is de naam van deze zender veranderd in Nick Jr.

### TeenNick
TeenNick was vanaf 28 september 2009 de tienerzender van Nickelodeon. Het was de opvolger van The N. Vanaf 14 februari 2011 was TeenNick ook te zien in Nederland na 21.00 uur. De laatste uitzending van TeenNick was op 30 september 2015.

## Media

### Nickelodeon Magazine
Nickelodeon Magazine is een jeugdtijdschrift dat verbonden is aan de televisiezender Nickelodeon. Het tijdschrift werd voor het eerst uitgegeven in 1993. Het bevat artikelen die gerelateerd zijn aan diverse tv-programma's die door Nickelodeon worden uitgezonden.

### Nickelodeon Movies
Nickelodeon Movies is de filmtak van Nickelodeon. De studio heeft verschillende films geproduceerd die geïnspireerd zijn op originele Nickelodeon-programma's en ook projecten die onafhankelijk staan van de zender. De films worden gedistribueerd door Paramount Pictures.

## Pretparken, gebouwen en attracties

### Nicktoons Studios
Nicktoons Studios (voorheen: Games Animation) is een opname- en bewerkingsstudio in Burbank, Californië. In deze studio worden de huidige Nicktoons geproduceerd. Rondom het gebouw staan verscheidene tekenfilmfiguren opgesteld.

### Nickelodeon Universe
Nickelodeon Universe is een pretpark, onderdeel van The Park at MOA in de Mall of America. Het park opende op 15 maart 2008. Enkele attacties zijn een Avatar: The Last Airbender halfpipe, een SpongeBob SquarePants rollercoaster en een Splat-O-Sphere vrije val.

### Nickelodeon Studios
Nickelodeon Studios was een attractie in het Universal Orlando Resort dat opende op 7 juni 1990. Hier werden alle sitcoms opgenomen. Het gebouw werd gesloten op 30 april 2005, nadat alle producties waren verplaatst naar Burbank. De slijm geiser werd weggehaald in mei 2005 en de logo's werden in januari 2006 van het gebouw verwijderd. Het gebouw is verbouwd naar het huidige Sharp Aquos Theatre, een theater voor de Blue Man Group. Het theater opende op 7 juni 2007.

## Hotels en reizen

### Nickelodeon Family Suites
Nickelodeon Family Suites is een Nickelodeon gerelateerd Holiday Inn hotel in Orlando, naast het Universal Studios Resort en 1,6 km bij het Walt Disney World Resort vandaan. Er zijn kamers voor 1-3 personen. De kamers hebben allemaal een ander thema. Nickelodeon Family Suites heeft ook een Nick at Nite suite voor volwassenen.

### Nickelodeon Resorts
Nickelodeon Resorts, onderdeel van Marriott International, is een hotelketen in aanbouw, ongeveer gelijk aan het bovenstaande, met een waterpark van 110 duizend vierkante meter groot en 650 hotelkamers. Het eerste hotel is geopend in 2010, in San Diego.

### Nickelodeon Family Cruises
Nickelodeon Family Cruises is een jaarlijkse reis op een cruiseschip, in samenwerking met Royal Caribbean International. Op deze cruise zijn veel Nickelodeonsterren aanwezig en wordt er elke dag een evenement georganiseerd.

## Gebieden in pretparken

### Nickelodeon Central
Nickelodeon Central is een gebied in vele pretparken in de Verenigde Staten, Canada en Australië. In het gebied staan allerlei attracties die in verband staan met de Nickelodeon-figuren, zoals Spongebob en CatDog.

### Nickland
Nickland is een gebied in Movie Park Germany met veel Nickelodeonattracties, waaronder een Spongebob Squarepants "Splash Battle" en een Jimmy Neutron rollercoaster (genaamd Jimmy Neutron's Atomic Flyer).

### Nickelodeon Universe
Nickelodeon Universe was een themagebied in Kings Island met Nickelodeon gethematiseerde attracties. Het is een van de grotere gebieden van het park en is sinds 2001 het Beste kindergebied volgens Amusement Today.